# Phorocera monensis
Phorocera monensis là một loài ruồi trong họ Tachinidae.